# Palazzo Della Porta

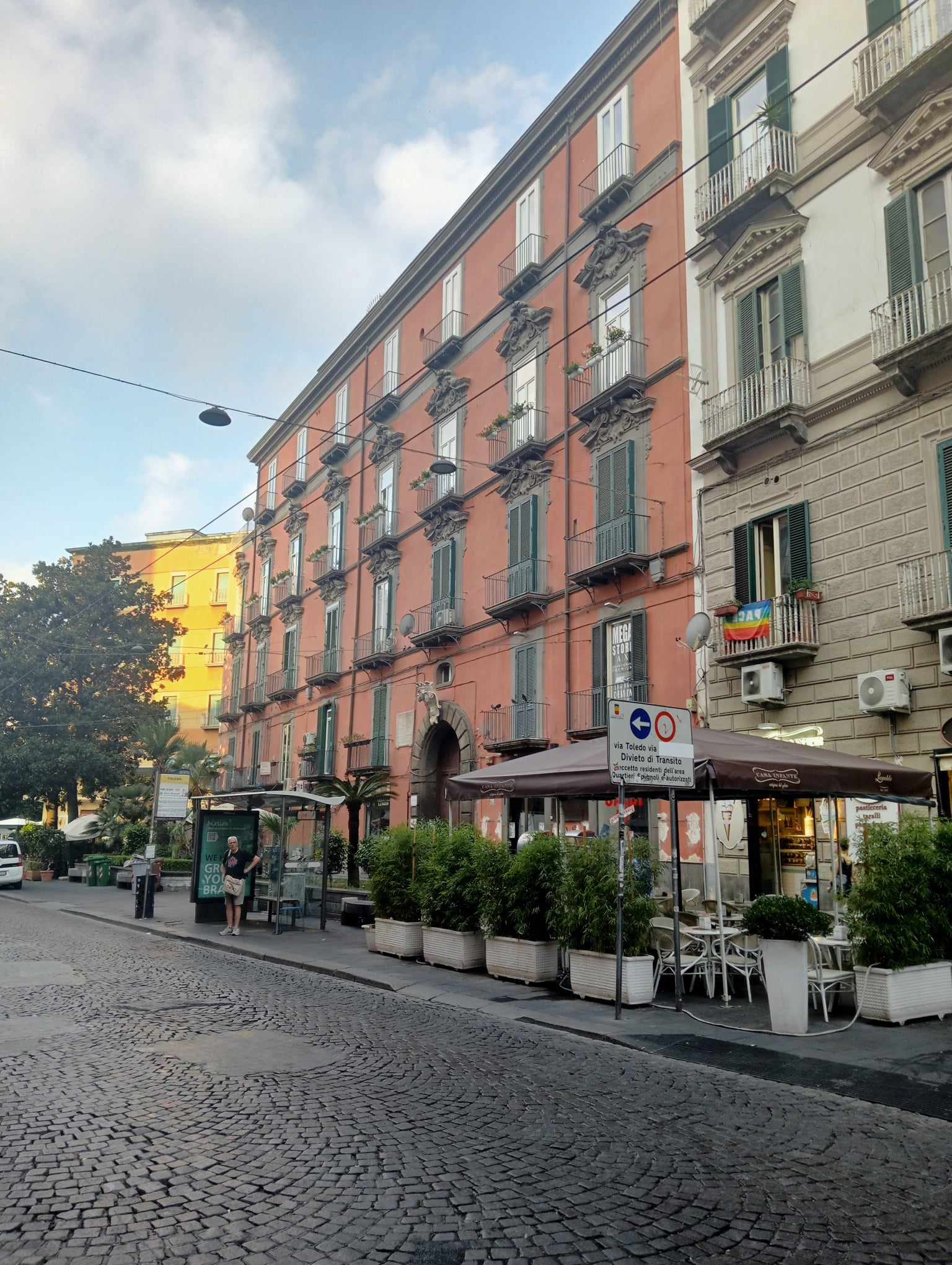
Palazzo Della Porta in Neapel

Der Palazzo Della Porta ist ein Palast aus dem 16. Jahrhundert im Viertel Montecalvario in Neapel in der italienischen Region Kampanien. Er liegt in der Via Toledo, 368.

## Geschichte und Beschreibung
Im Jahre 1546 gaben die Mönche von Monteoliveto ein Grundstück, das ihnen seit 1527 gehörte, an Francesco della Porta ab, der dort einen Palast errichten ließ.
Als die Arbeiten an dem neuen Palast 1569 abgeschlossen waren, erbte der Sohn von Francesco, Giambattista della Porta, ein Philosoph und Literat von beträchtlichem Ruf, das Anwesen; seine Anwesenheit geht aus einem Epigraph hervor, der außen am Palast angebracht ist.
Bis 1766 gehörte das Anwesen der Familie Della Porta, dann hinterließ Francesco Maria de Costanzo, ein Nachkomme von Cinzia della Porta, der Tochter von Giambattista, seine Habseligkeiten der Reale Cappella del Tesoro di San Gennaro, der er als einer der Vertreter angehörte.
Das marmorne Wappen der De Costanzos kann man noch heute über dem Portal des Palastes sehen, wo es den Schlussstein des Bogens bildet.
An der Fassade des Gebäudes ließ die Stadt Neapel einen weiteren Epigraphen anbringen, und zwar als ewige Erinnerung an den Politiker Giuseppe Mirabelli, der dort bis zu seinem Tod 1901 wohnte.
Einige Räume des zweiten Obergeschosses sind mit Fresken und Supraporten aus dem 19. Jahrhundert verziert.